# Рогалинский, Каспер
Каспер Рогалинский (1725/1728, Юркув — 1788) — польский поэт и политик, воевода инфлянтский (1778—1788), член коронной скарбовой комиссии, член Постоянного совета, граф Священной Римской империи (с 1787), староста накловский (1762—1776) и оборницкий, масон.

## Биография
Представитель польского шляхетского рода Рогалинских герба «Лодзя». Сын судьи земского всховского Антония Рогалинского и Хелены Рогалинской. Старший брат ксёндза и математика Юзефа Рогалинского (1728—1802).
Первоначально был старостой оборницким, с 1762 года — старостой накловским, затем получил рогузьновское староство. В 1759 году Каспер Рогалинский был назначен чрезвычайным посланником в Санкт-Петербург с проектом снабжения российской армии. 7 мая 1764 года в качестве депутата конвокационного сейма от Познанского воеводства он подписал манифест, в котором признавал нахождение российских войск на территории Речи Посполитой незаконным. В том же 1764 году — депутат (посол) от Познанского воеводства на элекционный сейм, где поддержал кандидатуру Станислава Августа Понятовского на польский престол. В том же 1764 году — посол от Калишского воеводства на коронационный сейм.
В 1766 году Каспер Рогалинский получил гражданство Пруссии. В 1767 году он был избран депутатом от Хелмненского воеводства на сейм Репнина. В 1776 году — депутат на сейм и член конфедерации Анджея Мокроновского. С 1783 года — член департамента казначейства Постоянного совета.
Кавалер Ордена Белого Орла и Ордена Святого Станислава (1767).
Был женат на Анне Лос-Голинской (1730—1779), от брака с которой у него была дочь Теодора (1756—1798).